# Friedrich Bergius
Friedrich Karl Rudolf Bergius (Breslau, 11 oktober 1884 – Buenos Aires, 30 maart 1949) was een Duits scheikundige die in 1931 samen met Carl Bosch de Nobelprijs voor Scheikunde kreeg voor hun bijdragen in de ontdekking en ontwikkeling van chemische hogedrukmethoden. Hij bedacht het Bergiusproces voor het maken van synthetische brandstof uit bruinkool.

## Biografie
Bergius werd geboren in Goldschmieden, nabij Breslau, als zoon van Heinrich Bergius en Marie Haase. Voordat hij scheikunde ging studeren werkte hij zes maanden voor een staalfabriek in Mülheim. Hij begon zijn studie in 1903 aan de universiteit van Breslau en eindigde in 1907 aan de Universiteit Leipzig met een promotie in de scheikunde.
In 1909 werkte hij een semester met Fritz Haber en Carl Bosch aan de universiteit van Karlsruhe aan de ontwikkeling van het Haber-Boschproces. Datzelfde jaar werd hij gevraagd om te werken aan de Leibniz-Universiteit Hannover met Max Bodenstein, die het idee had ontwikkeld van chemische kinetica en er hoogleraar was. Onder Bodenstein gebruikte Bergius een druk van 300 atmosfeer om de afbraak van calciumperoxide te bestuderen. In deze periode ontwikkelde hij een lekvrije hogedrukapparaat dat hem in staat stelde om ook onderzoek te doen op andere gebieden.
In Hannover stichtte Bergius een eigen laboratorium voor zijn onderzoek. Hij paste daar hogedruk- en hogetemperatuurscheikunde toe om zware oliën en olieresiduen om te zetten in lichtere oliën. In 1913 verkreeg hij octrooi op het Bergiusproces, een scheikundig proces om uit koolstof (steenkool, bruinkool) en waterstof bij 470 °C en 20 MPa synthetische brandstoffen te produceren. Door Theodor Goldschmidt werd hij in 1914 gevraagd om hiervoor een industriële installatie te bouwen bij diens fabriek en Th. Goldschmidt AG te Rheinau.
De eigenlijke productie begon pas in 1919, nadat de Eerste Wereldoorlog was beëindigd en dus de behoefte voor synthetische brandstof sterk was afgenomen. Door technische problemen, inflatie en constante kritiek van Franz Fischer (die later van gedachten veranderde na een persoonlijke demonstratie) zorgde voor een langzame ontwikkeling en werd het project genegeerd tot 1921. In 1926 verkocht Bergius zijn octrooi aan BASF, waar Carl Bosch werkzaam was.
Een ander onderzoeksproject van Bergius was om uit hout, door hydrolyse met zoutzuur, suiker te bereiden en dit om te zetten in alcohol, gist en dextrose. Pas na zijn verhuizing naar Heidelberg begon hij dit proces te verbeteren en maakte plannen voor een industriële productiefaciliteit. Door hoge kosten en technische problemen leidde dit hem bijna tot een bankroet. Een deurwaarder volgde hem zelfs naar Stockholm om het geld te innen dat hij kreeg voor zijn Nobelprijs in 1931.
Door het streven van Nazi-Duitsland naar autarkie voorafgaand aan de Tweede Wereldoorlog versnelde het traject en werden er in Duitsland verscheidene installaties gebouwd. Bergius verhuisde naar Berlijn waar hij slechts marginaal betrokken werd in de verdere ontwikkeling ervan. Toen hij in het Oostenrijkse kuuroord Bad Gastein verbleef werden zijn laboratorium en woonhuis gebombardeerd tijdens een luchtaanval. Daarop besloot hij de rest van de oorlog in Oostenrijk te blijven.
Na de oorlog werd zijn staatsburgerschap in twijfel getrokken vanwege zijn collaboratie met IG Farben, waarop hij besloot Duitsland te verlaten en als adviseur aan de slag te gaan in Italië, Turkije, Zwitserland en Spanje. In 1946 emigreerde hij naar Argentinië waar hij als adviseur werkte bij het Ministerie van Industrie. Hij overleed in Buenos Aires op 30 maart 1949.
Bergius is tweemaal getrouwd geweest en kreeg met zijn eerste vrouw twee kinderen, met zijn tweede vrouw nog een.
1901: Van 't Hoff ·
1902: E. Fischer ·
1903: Arrhenius ·
1904: Ramsay ·
1905: Baeyer ·
1906: Moissan ·
1907: Buchner ·
1908: Rutherford ·
1909: Ostwald ·
1910: Wallach ·
1911: Curie ·
1912: Grignard, Sabatier ·
1913: Werner ·
1914: Richards ·
1915: Willstätter ·
1918: Haber ·
1920: Nernst ·
1921: Soddy ·
1922: Aston ·
1923: Pregl ·
1925: Zsigmondy ·
1926: Svedberg ·
1927: Wieland ·
1928: Windaus ·
1929: Harden, Euler-Chelpin ·
1930: H. Fischer · 
1931: Bosch, Bergius ·
1932: Langmuir ·
1934: Urey ·
1935: F. Joliot-Curie, I. Joliot-Curie ·
1936: Debye ·
1937: Haworth, Karrer ·
1938: Kuhn ·
1939: Butenandt, Ružička ·
1943: Hevesy · 
1944: Hahn ·
1945: Virtanen ·
1946: Sumner, Northrop, Stanley ·
1947: Robinson · 
1948: Tiselius · 
1949: Giauque ·
1950: Diels, Alder ·
1951: McMillan, Seaborg ·
1952: Martin, Synge ·
1953: Staudinger ·
1954: Pauling ·
1955: Vigneaud ·
1956: Hinshelwood, Semjonov ·
1957: Todd ·
1958: Sanger ·
1959: Heyrovský ·
1960: Libby ·
1961: Calvin ·
1962: Perutz, Kendrew ·
1963: Ziegler, Natta ·
1964: Hodgkin ·
1965: Woodward ·
1966: Mulliken ·
1967: Eigen, Norrish, Porter ·
1968: Onsager ·
1969: Barton, Hassel ·
1970: Leloir ·
1971: Herzberg ·
1972: Anfinsen, Moore, Stein · 
1973: E.O. Fischer, Wilkinson · 
1974: Flory ·
1975: Cornforth, Prelog ·
1976: Lipscomb ·
1977: Prigogine · 
1978: Mitchell ·
1979: Brown, Wittig ·
1980: Berg, Gilbert, Sanger ·
1981: Fukui, Hoffmann ·
1982: Klug ·
1983: Taube ·
1984: Merrifield ·
1985: Hauptman, Karle ·
1986: Herschbach, Lee, Polanyi ·
1987: Cram, Lehn, Pedersen ·
1988: Deisenhofer, Huber, Michel ·
1989: Altman, Cech ·
1990: Corey ·
1991: Ernst ·
1992: Marcus ·
1993: Mullis, Smith ·
1994: Olah ·
1995: Crutzen, Molina, Rowland ·
1996: Curl, Kroto, Smalley ·
1997: Boyer, Walker, Skou ·
1998: Kohn, Pople ·
1999: Zewail ·
2000: Heeger, MacDiarmid, Shirakawa ·
2001: Knowles, Noyori, Sharpless ·
2002: Fenn, Tanaka, Wüthrich ·
2003: Agre, MacKinnon ·
2004: Ciechanover, Hershko, Rose ·
2005: Grubbs, Schrock, Chauvin ·
2006: Kornberg ·
2007: Ertl ·
2008: Shimomura, Chalfie, Tsien ·
2009: Steitz, Yonath, Ramakrishnan ·
2010: Heck, Negishi, Suzuki ·
2011: Shechtman ·
2012: Kobilka, Lefkowitz ·
2013: Karplus, Levitt, Warshel ·
2014: Betzig, Hell, Moerner ·
2015: Lindahl, Modrich, Sancar ·
2016: Sauvage, Stoddart, Feringa ·
2017: Dubochet, Frank, Henderson · 
2018: Arnold, Winter, Smith ·   
2019: Goodenough, Whittingham, Yoshino ·
2020: Charpentier, Doudna ·
2021: List, MacMillan ·
2022: Bertozzi, Meldal, Sharpless ·
2023: Bawendi, Brus, Jekimov ·
2024: Baker, Hassabis, Jumper